# 2024年パリオリンピックのバドミントン競技
2024年パリオリンピックのバドミントン競技（2024ねんパリオリンピックのバドミントンきょうぎ）は2024年7月27日から8月5日まで開催されたオリンピックバドミントン競技である。世界バドミントン連盟（BWF）管轄。会場はポルト・ド・ラ・シャペル・アリーナ。

## 概要
前回大会同様、男女シングルス・男女ダブルス・混合ダブルスの5種目が実施される。男女86名ずつの選手が出場する。BWFが定める、2023年5月1日から2024年4月28日までの大会の成績を基に作成される「パリ・ランキングリスト」（2024年4月30日発表）の上位選手に出場権が与えられる。シングルスは1カ国からは2名（ランキング16位以内に2名以上の選手がいる場合）、又は1名まで出場できる。ダブルスは1カ国からは2組（ランキング8位以内に2組以上の選手がいる場合）、又は1組まで出場できる。なお開催国フランスは男女シングルスに1名ずつの出場が保証されている。
シングルスはランキングの上位から順に1カ国あたりの制限を満たすように35名の選手が選出される。ダブルスは上位から順に1カ国あたりの制限を満たすように16組の選手が選出される。複数の種目で出場権を得た選手がいる場合、余った出場枠はシングルスのランキングからの選出に追加される。その他にシングルスのみ男女1名ずつの開催国枠と、男女2名ずつのユニバーサリティ枠が存在する。また、シングルスではランキング250位以内を条件に各大陸から最低2名の、ダブルスではランキング50位以内を条件に各大陸から最低1組の出場が大陸代表枠（1カ国につき2枠まで）として保証されている。

## 競技日程
日付はいずれも中央ヨーロッパ夏時間（UTC+2）。
| P | 予選リーグ | R | 1回戦 | ¼ | 準々決勝 | ½ | 準決勝 | F | 決勝 |

| 日付種目       | 7/27 | 7/28 | 7/29 | 7/30 | 7/31 | 8/1 | 8/2 | 8/3 | 8/4 | 8/5 |
| -------------- | ---- | ---- | ---- | ---- | ---- | --- | --- | --- | --- | --- |
| 男子シングルス | P    | P    | P    | P    | P    | R   | ¼   |     | ½   | F   |
| 女子シングルス | P    | P    | P    | P    | P    | R   |     | ¼   | ½   | F   |
| 男子ダブルス   | P    | P    | P    | P    |      | ¼   | ½   |     | F   |     |
| 女子ダブルス   | P    | P    | P    | P    |      | ¼   | ½   | F   |     |     |
| 混合ダブルス   | P    | P    | P    |      | ¼    | ½   | F   |     |     |     |

## 参加国
- アルジェリア (2)
- オーストラリア (3)
- オーストリア (1)
- アゼルバイジャン (2)
- ベルギー (2)
- ブラジル (2)
- ブルガリア (3)
- カナダ (4)
- 中国 (16)
- チェコ (4)
- デンマーク (9)
- エルサルバドル (1)
- エストニア (1)
- フィンランド (1)
- フランス (7)
- ドイツ (4)
- イギリス (3)
- グアテマラ (1)
- 香港 (6)
- インド (7)
- インドネシア (9)
- アイルランド (2)
- イスラエル (1)
- イタリア (1)
- 日本 (12)
- カザフスタン (1)
- マレーシア (8)
- モルディブ (1)
- モーリシャス (2)
- メキシコ (1)
- ミャンマー (1)
- ネパール (1)
- オランダ (2)
- ナイジェリア (1)
- ペルー (1)
- 難民 (1)
- シンガポール (4)
- 南アフリカ (1)
- 韓国 (12)
- スペイン (2)
- スリランカ (1)
- スリナム (1)
- スイス (2)
- チャイニーズタイペイ (6)
- タイ (9)
- トルコ (1)
- ウクライナ (1)
- アメリカ合衆国 (7)
- ベトナム (2)

## 競技結果
| 種目                | 金                                      | 銀                                       | 銅                                                    |
| ------------------- | --------------------------------------- | ---------------------------------------- | ----------------------------------------------------- |
| 男子シングルス 詳細 | ビクトル・アクセルセン デンマーク (DEN) | クンラブット・ビチットサーン タイ (THA)  | リー・ジージャ マレーシア (MAS)                       |
| 女子シングルス 詳細 | アン・セヨン 韓国 (KOR)                 | 何冰嬌 中国 (CHN)                        | グレゴリア・マリスカ・トゥンジュン インドネシア (INA) |
| 男子ダブルス 詳細   | チャイニーズタイペイ (TPE) 李洋 王斉麟  | 中国 (CHN) 梁偉鏗 王昶                   | マレーシア (MAS) アーロン・チア ソー・ウーイック      |
| 女子ダブルス 詳細   | 中国 (CHN) 陳清晨 賈一凡                | 中国 (CHN) 劉聖書 譚寧                   | 日本 (JPN) 松山奈未 志田千陽                          |
| 混合ダブルス 詳細   | 中国 (CHN) 鄭思維 黄雅瓊                | 韓国 (KOR) キム・ウォンホ チョン・ナウン | 日本 (JPN) 渡辺勇大 東野有紗                          |